# Тринчерас (муниципалитет)
Тринчерас (исп. Trincheras) — муниципалитет в Мексике, штат Сонора, с административным центром в одноимённом посёлке. Численность населения, по данным переписи 2020 года, составила 1381 человек.

## Общие сведения
Название Trincheras с испанского языка можно перевести как — окопы, раскопки, заимствовав его у горы, на которой ведутся археологические изыскания.
Площадь муниципалитета равна 3010,4 км², что составляет 1,7 % от площади штата, а наиболее высоко расположенное поселение Эль-Кумаро, находится на высоте 1051 метр.
Он граничит с другими муниципалитетами Соноры: на севере с Альтаром, Окитоа и Тубутамой, на востоке с Санта-Аной и Бенхамин-Хиллом, а на юге и западе с Питикито.

## Учреждение и состав
Муниципалитет был образован в 1914 году, по данным 2020 года в его состав входит 43 населённых пункта, самые крупные из которых:
| Код INEGI                  | Населённый пункт                                                                      | Численность населения (2005 год) | Численность населения (2010 год) | Численность населения (2020 год) |
| -------------------------- | ------------------------------------------------------------------------------------- | -------------------------------- | -------------------------------- | -------------------------------- |
| 064                        | Всего                                                                                 | 1670                             | 1731                             | 1381                             |
| 0001                       | Тринчерас (исп. Trincheras) 30°23′55″ с. ш. 111°31′53″ з. д. (административный центр) | 1071                             | 1166                             | 929                              |
| 0112                       | Пуэбло-Нуэво-Окука (исп. Pueblo Nuevo Ocuca) 30°34′23″ с. ш. 111°26′51″ з. д.         | 330                              | 304                              | 252                              |
| 0046                       | Эхидо-ла-Плая (исп. Ejido la Playa) 30°27′58″ с. ш. 111°33′26″ з. д.                  | 48                               | 52                               | 43                               |
| 0028                       | Лос-Фреснос (исп. Los Fresnos) 30°26′23″ с. ш. 111°16′54″ з. д.                       | 70                               | 54                               | 33                               |
| 0034                       | Ла-Лагуна (исп. La Laguna) 30°22′03″ с. ш. 111°23′57″ з. д.                           | 2                                | —                                | 12                               |
| —                          | Прочие                                                                                | 149                              | 155                              | 112                              |
| Названия на карте Генштаба |                                                                                       |                                  |                                  |                                  |

## Экономическая деятельность
По статистическим данным 2000 года, работоспособное население занято по секторам экономики в следующих пропорциях:
- сельское хозяйство, скотоводство и рыбная ловля — 45,7 %;
- промышленность и строительство — 30,1 %;
- торговля, сферы услуг и туризма — 23,7 %;
- безработные — 0,5 %.

## Инфраструктура
По статистическим данным 2020 года, инфраструктура развита следующим образом:
- электрификация: 97,5 %;
- водоснабжение: 92,9 %;
- водоотведение: 96,9 %.